# Jürgen Haese
Jürgen Haese (* 30. Juli 1934 in Elbing, Westpreußen; † 27. Januar 2025 in Bad Malente) war ein deutscher Regisseur und Drehbuchautor von Dokumentarfilmen zeitgeschichtlicher Themen sowie Buchautor.

## Ausbildung und Leben
Nach der Flucht 1948 nach West-Berlin studierte Haese Sozialphilosophie, Publizistik und Kunstgeschichte an der Freien Universität Berlin und promovierte 1963 zum Dr. phil. mit dem Dissertationsthema Das Gegenwartshörspiel in der Sowjetischen Besatzungszone Deutschlands: Ein Beitrag zur Erforschung künstlerischer Formen in der sowjet.-totalitären Publizistik. Er lebte danach länger in Hamburg und wohnte ab 1999 mit seiner Frau Christiane als freier Autor, Fotograf und Ausstellungsmacher in Lübeck.

## Filmisches Werk
Haese produzierte zumeist Kurzfilme von 15 bis 30 Minuten Spieldauer für öffentlich-rechtliche Fernsehanstalten und andere, öffentliche Auftraggeber wie die Bundeszentrale für politische Bildung. Sie konnten mit ihrer Länge gut im Schulunterricht eingesetzt werden. Auftraggeber war auch das Presse- und Informationsamt der Bundesregierung. Sein Hauptwerk besteht aus ca. 70 solcher Filme, geschaffen zwischen 1966 und 1997. Die Themen umfassten schwerpunktmäßig die Deutsche Frage nach dem Zweiten Weltkrieg, Architektur, Kunst und Porträts bekannter Persönlichkeiten aus Wissenschaft und Kultur aber auch Alltagsbeobachtungen von Menschen bei ihren Berufstätigkeiten sowie in der Familie und bei Hobbys. Im Film … nächste Woche ist Frieden von 1995, einer Buchverfilmung in der die letzten Kriegstage in Berlin und das Schicksal von Bewohnern eines Mietshauses beleuchtet werden, war Haese Produzent für den Privatsender SAT 1. Nach dem Ende der filmischen Wirkungszeit Haeses werden seine Werke z. B. auf ARD alpha gezeigt.

## Filmografie
- 1968: Weser-Renaissance
- 1970: Das Deutsche Gespräch
- 1972: Deutschlandpolitik
- 1976: 300 Jahre entdecken, forschen, ausstellen in Berlin
- 1978: 5 × Bonn
- 1980: Sonntag an der Grenze
- 1981: Drei Freunde unterwegs – von einer kleinen Freiheit in der Mitte des Lebens
- 1982: … und Freiheit vor allen Dingen !
- 1983: Albert Einstein – Wege zur Kernphysik
- 1987: Deutsche Landschaften
- 1990: Aufbruch in die moderne Kunst
- 1992: Deutschland – 500 Motive
- 1997: Deutsche

## Literarisches Werk
Nach 1999 wirkte Haese auch als Autor von Büchern, wobei er im Gegensatz zu seinen Filmen diese auch im Bereich Belletristik schrieb.
Werke (Auswahl):
- 2002 „Warten – Orte des Erinnerns“, Fotoband, quartus-Verlag, Jena, ISBN 978-3-936455-13-7
- 2004 „Der Lohnschreiber“, Roman, quartus-Verlag, Jena, ISBN 978-3-936455-16-8
- 2005 „Der Riss – Vom Sterben der Wörter“, Essay über Werbebotschaften, Verlag Kraftakt, Halle/Saale, ISBN 978-3-938426-01-2
- 2007 „Verloren in Elbląg“, autobiographischer Roman, edition zeitbrüche, Verlag fibre, Osnabrück, ISBN 978-3-938400-29-6
- 2010 „Sing, Nachtigall, sing ...: Eine Jugend in Berlin 1948-1963“, autobiografischer Roman, Eigenverlag, ISBN 978-3-00-032832-9
- 2014 „Enos - Spuren des Krieges“, Roman, Spica Verlag, Blumenholz, ISBN 978-3-943168-65-5

## Ehrungen und Auszeichnungen
- 2000 Journalistenpreis des Deutschen Nationalkomitees für Denkmalschutz
- Bundesverdienstkreuz 1. Klasse[8]

Mehrere Filme erhielten die Auszeichnung „Prädikat: wertvoll“ der Deutschen Film- und Medienbewertung (FBW), „Prädikat: sehr gut“ des Deutschen Filminstituts & Filmmuseums (DFF) sowie den Deutschen Wirtschaftsfilmpreis.